# Reševalno zdravljenje
Reševalno zdravljenje (angl. salvage therapy) je zdravljenje, ki načeloma ni standardno zdravljenje, vendar se uporabi, ko druge oblike zdravljenja več ne učinkujejo oziroma jih bolnik več ne prenaša. Izraz se uporablja zlasti pri zdravljenju raka ter okužbe s hivom in drugih kužnih bolezni.